# Sonja Eggerickx
Sonja Eggerickx (Ukkel, 8 februari 1947) is een Belgische vrijzinnige humaniste, lerares en bestuurder.

## Levensloop
Eggerickx groeide op in een dorp nabij Brussel en ging er naar de parochiale school. De overgang naar de  middelbare overheidsschool in Brussel bracht haar de overtuiging dat levensbeschouwingen betrekkelijk zijn.
Ze studeerde aan de Universiteit Gent en werkte tot haar pensioen in september 2012 als lerares en later schoolinspectrice in het vak morele opvoeding. Naast haar hoedanigheid als lerares niet-confessionele zedenleer zette zij zich in als activiste. Zij werd uitgeefster van MORES, een humanistisch tijdschrift voor leerkrachten. Haar feministische levensvisie ("Klaag niet dat er op deze positie geen vrouwen werken, als je er zelf niets aan doet om er iets aan te veranderen.") schrijft ze toe aan hoe zij prominente leidinggevende ambten bekleedde en deze vele jaren succesvol vervulde.
Eggerickx was ook voorzitster van de Unie Vrijzinnige Verenigingen (UVV), een mandaat dat ze uitoefende van 2006 tot 2012. Van 2002 tot 2006 was ze vicevoorzitster van de International Humanist and Ethical Union (IHEU). In april 2006 werd ze als eerste vrouw gekozen tot voorzitster van de IHEU. In 2009 werd ze herkozen tot IHEU-voorzitster. Eind mei 2015 beëindigde ze na negen jaar aan de top van de internationale humanistische koepelorganisatie haar ambt.